# Vasconiense
El Vasconiense es una variante de la industria lítica del Paleolítico Medio denominada Musteriense, el Musteriense de tipo Olha, aislado como un tipo regional por F.Bordes, para explicar las industrias con hendidores en el País Vasco Francés. Se desarrolla en la península ibérica, concretamente en la cordillera Cantábrica y el País Vasco francés. Los bifaces típicos son sustituidos por hendidores y por unos conjuntos de Musteriense de tipo Quina-Ferrassie (o Charetiense) evolucionado.
- Datos: Q6159754